# Fortiche

Logo da Fortiche Productions

Fortiche Production SAS é um estúdio de animação francês fundado em 2009. É conhecido principalmente por suas colaborações com a Riot Games, tendo dirigido a série televisiva animada Arcane em 2021 e 2024. O estúdio também produziu vários videoclipes promocionais do jogo eletrônico League of Legends desde 2013.

## História

### Fundação e primeiros projetos
A Fortiche Production foi fundada em 2009 por Pascal Charrue, Jérôme Combe e Arnaud Delord. Desde sua criação, o trabalho do estúdio foi focado em produzir videoclipes e materiais promocionais animados. Sua característica de animação mescla 2D e 3D resultando em um estilo adulto; que já estava presente no trabalho de Jérôme Combe no ínício dos anos 2000 com Stéphane Hamache e André Bessy.
Após dirigirem um vídeo intitulado A Gaviota para o grupo francês Limousine em 2012, a Fortiche foi contatada pela Riot Games, uma desenvolvedora de jogos eletrônicos estadunidense, e dirigiu o videoclipe "Get Jinxed" por menos de 200 000 dólares para promoverLeague of Legends, seu jogo principal. O vídeo foi bem recebido pelos jogadores do MOBA norte-americano e a colaboração entre ambas as companhias continuou com a produção de novos clipes promocionais para League of Legends nos anos seguintes.
Em 2015, a Fortiche coproduziu o docudrama de 55 minutos Lhe Dernier Gaulois, do canal France 2, o qual Jérôme Combe se encarregou das sequências de animação. Dois anos depois, o estúdio dirigiu a minissérie Rocket and Groot para a Marvel Entertainment. Nesse mesmo ano, apresentou um piloto do longa-metragem Miss Saturn no Cartoon Movie Festival de 2017.

### Arcane
O contrato com a Riot Games continuou em 2015 com a série de televisão animada derivada do universo de League of Legends, que começou a se produzida em 2016. Segundo o jornal Lhe Figaro, Arcane é "a série de animação mais cara do mundo", com um orçamento estimado entre 60 a 80 milhões de euros só para a animação. Para produzir esta que foi sua primeira série, o estúdio, originalmente uma PME, estava funcionando com centenas de pessoas e abriu duas filias em Montpellier e Canárias no final de 2020. No geral, ao menos 500 pessoas trabalharam temporariamente na série ao longo de seus seis anos de produção, e a Fortiche detinha 300 empregados no final de 2021.
Arcane estreou em 2021 e foi um sucesso tanto comercial quanto de crítica. A animação da Fortiche foi especialmente destacada e reconhecida com a série vencendo nove prêmios Annie. A produção de uma segunda temporada foi confirmada depois do lançamento dos últimos episódios da primeira.
Em março de 2022, a Riot Games realizou um investimento de capital na empresa, nomeando dois de seus empregados para integrarem o conselho de administração da Fortiche, e declarando uma participação minoritária na empresa.

## Filmografia

### Vídeos musicais
2012: DoYaThing, videoclipe promocional para a colaboração entre o grupo musical Gorillaz e a marca de calçados Converse.
2012: A Gaviota, vídeo musical para o grupo musical Limousine.
2013: Get Jinxed, vídeo musical protagonizado pela personagem Jinx do jogo eletrônico League of Legends.
2014: Warriors, vídeo musical da canção "Warriors", música tema do Campeonato Mundial de League of Legends de 2014
2014: Freak of the Week, vídeo musical para o grupo musical Freak Kitchen em colaboração com Juanjo Guarnido.
2018: Rise, videoclipe para o Campeonato Mundial de League of Legends de 2018.
2018 : Pop/Stars, vídeo musical do grupo virtual K/DA de Riot Games.
2021: Enemy, videoclipe dos créditos de abertura da série Arcane.

### Séries
2017: Rocket and Groot (série dos Estados Unidos)
2021 : Arcane (série dos Estados Unidos)

### Outros trabalhos
2015: Ekko: Seconds, vídeo para o anúncio do personagem Ekko de League of Legends.
2015 : Lhe Dernier Gaulois de Samuel Tilman (docudrama, co-produção)